# Куновац Купировачки
Куновац Купировачки је насељено мјесто у општини Грачац, југоисточна Лика, Република Хрватска.

## Географија
Куновац Купировачки је удаљен око 33 км сјевероисточно од Грачаца.

## Историја
Куновац Купировачки се од распада Југославије до августа 1995. године налазио у Републици Српској Крајини.

## Становништво
Куновац Купировачки се до пописа становништва 1971. налазио у саставу општине Срб, а до августа 1995. у саставу општине Доњи Лапац. Према попису становништва из 2011. године, насеље Куновац Купировачки је имало 37 становника.
| Националност       | 1991. | 1981. | 1971. | 1961. |
| Срби               | 101   | 112   | 189   | 215   |
| Југословени        |       | 15    |       |       |
| Хрвати             |       | 1     |       | 17    |
| Муслимани          |       |       | 2     |       |
| остали и непознато | 1     | 5     | 3     |       |
| Укупно             | 103   | 133   | 194   | 232   |

| Демографија | Демографија | Демографија |
| Година      | Становника  | Становника  |
| ----------- | ----------- | ----------- |
| 1961.       | 232         |             |
| 1971.       | 194         |             |
| 1981.       | 133         |             |
| 1991.       | 103         |             |
| 2001.       | 35          |             |
| 2011.       |             | 37          |